# Kreis Siklós
Der Kreis Siklós (ungarisch Siklósi járás) ist der südlichste Kreis Ungarns und liegt im Komitat Baranya. Er wurde im Rahmen der ungarischen Verwaltungsreform Anfang 2013 aus dem aufgelösten Kleingebiet Siklós (ungarisch Siklósi kistérség) mit allen 53 Gemeinden gebildet. Im Süden befinden sich 13 Gemeinden, die an den Nachbarstaat Kroatien grenzen, darunter Ungarns südlichste Gemeinde Beremend. Die Bevölkerungsdichte des zweitgrößten Kreises liegt unter der des Komitats.

## Gemeindeübersicht
| Gemeinde         | Status       | Herkunft Kleingebiet | Einwohnerzahl | Einwohnerzahl | Einwohnerzahl | Fläche     | Bevölkerungs- dichte (Ew./km²) |
| Gemeinde         | Status       | Herkunft Kleingebiet | 01.10.2011    | 01.01.2013    | 01.01.2016    | 01.01.2016 | Bevölkerungs- dichte (Ew./km²) |
| ---------------- | ------------ | -------------------- | ------------- | ------------- | ------------- | ---------- | ------------------------------ |
| Alsószentmárton  | Gemeinde     | Siklós               | 1.156         | 1.184         | 1.272         | 13,61      | 93,5                           |
| Babarcszőlős     | Gemeinde     | Siklós               | 117           | 107           | 108           | 4,25       | 25,4                           |
| Beremend         | Großgemeinde | Siklós               | 2.511         | 2.509         | 2.399         | 48,26      | 49,7                           |
| Bisse            | Gemeinde     | Siklós               | 232           | 225           | 208           | 13,80      | 15,1                           |
| Csarnóta         | Gemeinde     | Siklós               | 149           | 166           | 156           | 5,33       | 29,3                           |
| Cún              | Gemeinde     | Siklós               | 245           | 245           | 231           | 18,43      | 12,5                           |
| Diósviszló       | Gemeinde     | Siklós               | 705           | 695           | 688           | 15,81      | 43,5                           |
| Drávacsehi       | Gemeinde     | Siklós               | 199           | 208           | 180           | 7,40       | 24,3                           |
| Drávacsepely     | Gemeinde     | Siklós               | 205           | 209           | 187           | 6,60       | 28,3                           |
| Drávapalkonya    | Gemeinde     | Siklós               | 270           | 277           | 264           | 10,13      | 26,1                           |
| Drávapiski       | Gemeinde     | Siklós               | 86            | 94            | 68            | 4,91       | 13,8                           |
| Drávaszabolcs    | Gemeinde     | Siklós               | 688           | 694           | 705           | 11,22      | 62,8                           |
| Drávaszerdahely  | Gemeinde     | Siklós               | 183           | 193           | 182           | 6,24       | 29,2                           |
| Egyházasharaszti | Gemeinde     | Siklós               | 304           | 301           | 282           | 10,99      | 25,7                           |
| Garé             | Gemeinde     | Siklós               | 295           | 307           | 284           | 8,53       | 33,3                           |
| Gordisa          | Gemeinde     | Siklós               | 268           | 263           | 278           | 10,88      | 25,6                           |
| Harkány          | Stadt        | Siklós               | 4.010         | 4.087         | 4.303         | 25,69      | 167,5                          |
| Illocska         | Gemeinde     | Siklós               | 242           | 241           | 254           | 15,10      | 16,8                           |
| Ipacsfa          | Gemeinde     | Siklós               | 187           | 194           | 195           | 6,01       | 32,4                           |
| Ivánbattyán      | Gemeinde     | Siklós               | 119           | 119           | 119           | 6,13       | 19,4                           |
| Kásád            | Gemeinde     | Siklós               | 278           | 281           | 281           | 13,29      | 21,1                           |
| Kémes            | Gemeinde     | Siklós               | 485           | 499           | 448           | 6,89       | 65,0                           |
| Kisdér           | Gemeinde     | Siklós               | 117           | 120           | 120           | 4,37       | 28,5                           |
| Kisharsány       | Gemeinde     | Siklós               | 552           | 516           | 487           | 12,93      | 37,7                           |
| Kisjakabfalva    | Gemeinde     | Siklós               | 130           | 132           | 108           | 6,62       | 16,3                           |
| Kiskassa         | Gemeinde     | Siklós               | 249           | 252           | 240           | 13,33      | 18,0                           |
| Kislippó         | Gemeinde     | Siklós               | 266           | 271           | 261           | 8,37       | 31,2                           |
| Kistapolca       | Gemeinde     | Siklós               | 189           | 176           | 180           | 3,57       | 50,4                           |
| Kistótfalu       | Gemeinde     | Siklós               | 305           | 314           | 296           | 10,50      | 28,2                           |
| Kovácshida       | Gemeinde     | Siklós               | 268           | 283           | 270           | 8,09       | 33,4                           |
| Lapáncsa         | Gemeinde     | Siklós               | 203           | 206           | 190           | 4,36       | 43,6                           |
| Magyarbóly       | Gemeinde     | Siklós               | 975           | 945           | 930           | 17,22      | 54,0                           |
| Márfa            | Gemeinde     | Siklós               | 194           | 198           | 184           | 4,09       | 45,0                           |
| Márok            | Gemeinde     | Siklós               | 433           | 438           | 416           | 15,93      | 26,1                           |
| Matty            | Gemeinde     | Siklós               | 326           | 318           | 315           | 16,90      | 18,6                           |
| Nagyharsány      | Gemeinde     | Siklós               | 1.500         | 1.526         | 1.417         | 26,01      | 54,5                           |
| Nagytótfalu      | Gemeinde     | Siklós               | 385           | 376           | 352           | 11,17      | 31,5                           |
| Old              | Gemeinde     | Siklós               | 335           | 344           | 346           | 14,07      | 24,6                           |
| Palkonya         | Gemeinde     | Siklós               | 278           | 280           | 280           | 10,00      | 28,0                           |
| Pécsdevecser     | Gemeinde     | Siklós               | 92            | 114           | 110           | 4,74       | 23,2                           |
| Peterd           | Gemeinde     | Siklós               | 182           | 201           | 196           | 10,60      | 18,5                           |
| Rádfalva         | Gemeinde     | Siklós               | 192           | 187           | 190           | 12,88      | 14,8                           |
| Siklós           | Stadt        | Siklós               | 9.574         | 9.501         | 9.147         | 50,92      | 179,6                          |
| Siklósbodony     | Gemeinde     | Siklós               | 138           | 145           | 142           | 4,33       | 32,8                           |
| Siklósnagyfalu   | Gemeinde     | Siklós               | 415           | 440           | 434           | 9,09       | 47,7                           |
| Szaporca         | Gemeinde     | Siklós               | 233           | 241           | 230           | 9,65       | 23,8                           |
| Szava            | Gemeinde     | Siklós               | 341           | 334           | 316           | 12,64      | 25,0                           |
| Tésenfa          | Gemeinde     | Siklós               | 193           | 192           | 178           | 8,40       | 21,2                           |
| Túrony           | Gemeinde     | Siklós               | 272           | 268           | 255           | 9,40       | 27,1                           |
| Újpetre          | Gemeinde     | Siklós               | 1.029         | 1.007         | 957           | 16,71      | 57,3                           |
| Villány          | Stadt        | Siklós               | 2.509         | 2.545         | 2.406         | 22,02      | 109,3                          |
| Villánykövesd    | Gemeinde     | Siklós               | 269           | 263           | 265           | 7,49       | 35,4                           |
| Vokány           | Gemeinde     | Siklós               | 851           | 875           | 839           | 17,09      | 49,1                           |
| Kreis Siklós     |              |                      | 35.929        | 36.106        | 35.149        | 652,99     | 53,8                           |